# Naturschutzgebiet Piusberg

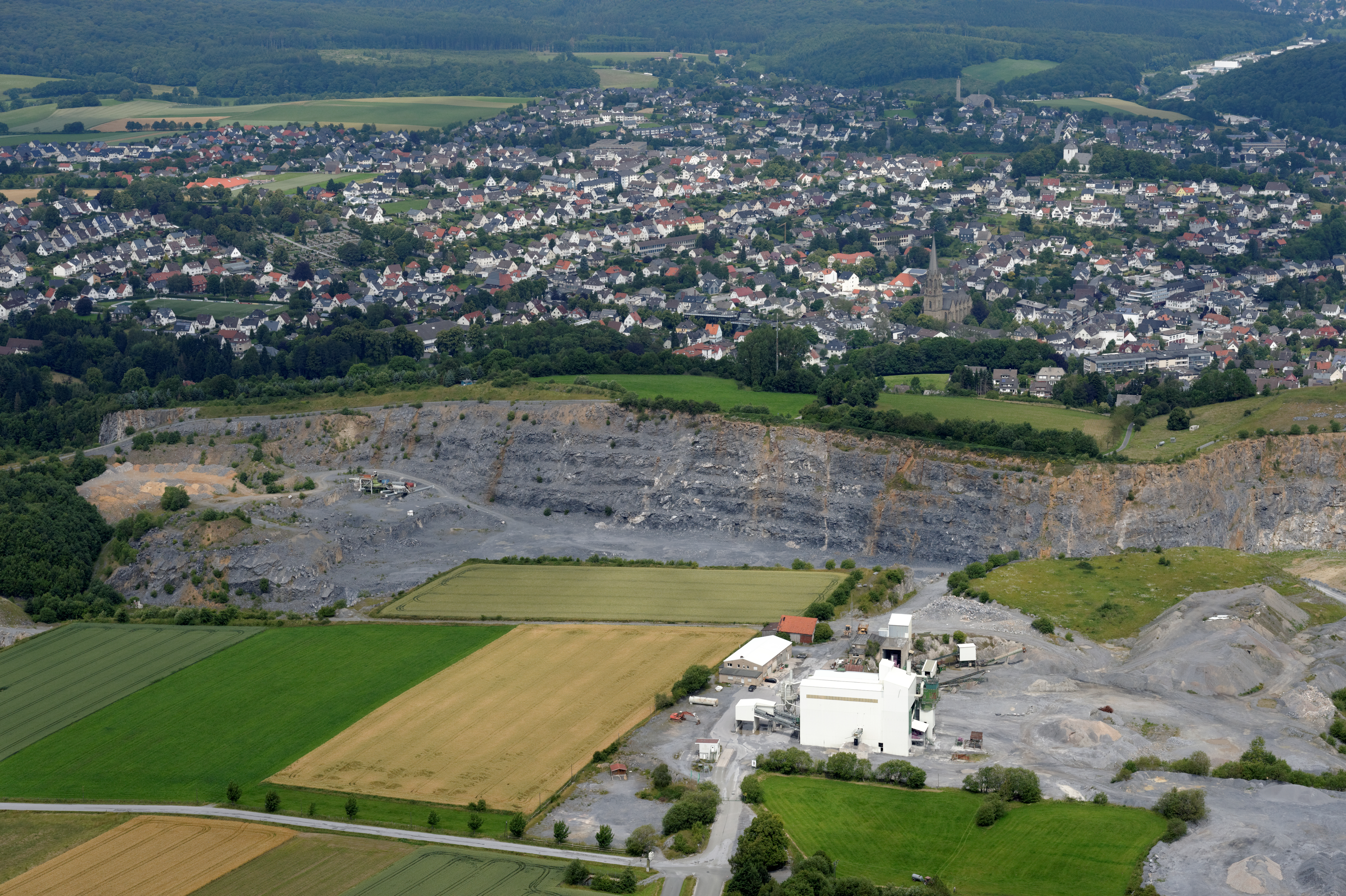
Naturschutzgebiet Piusberg liegt in der rechten Bildhälfte zwischen Bruch und Bebauung

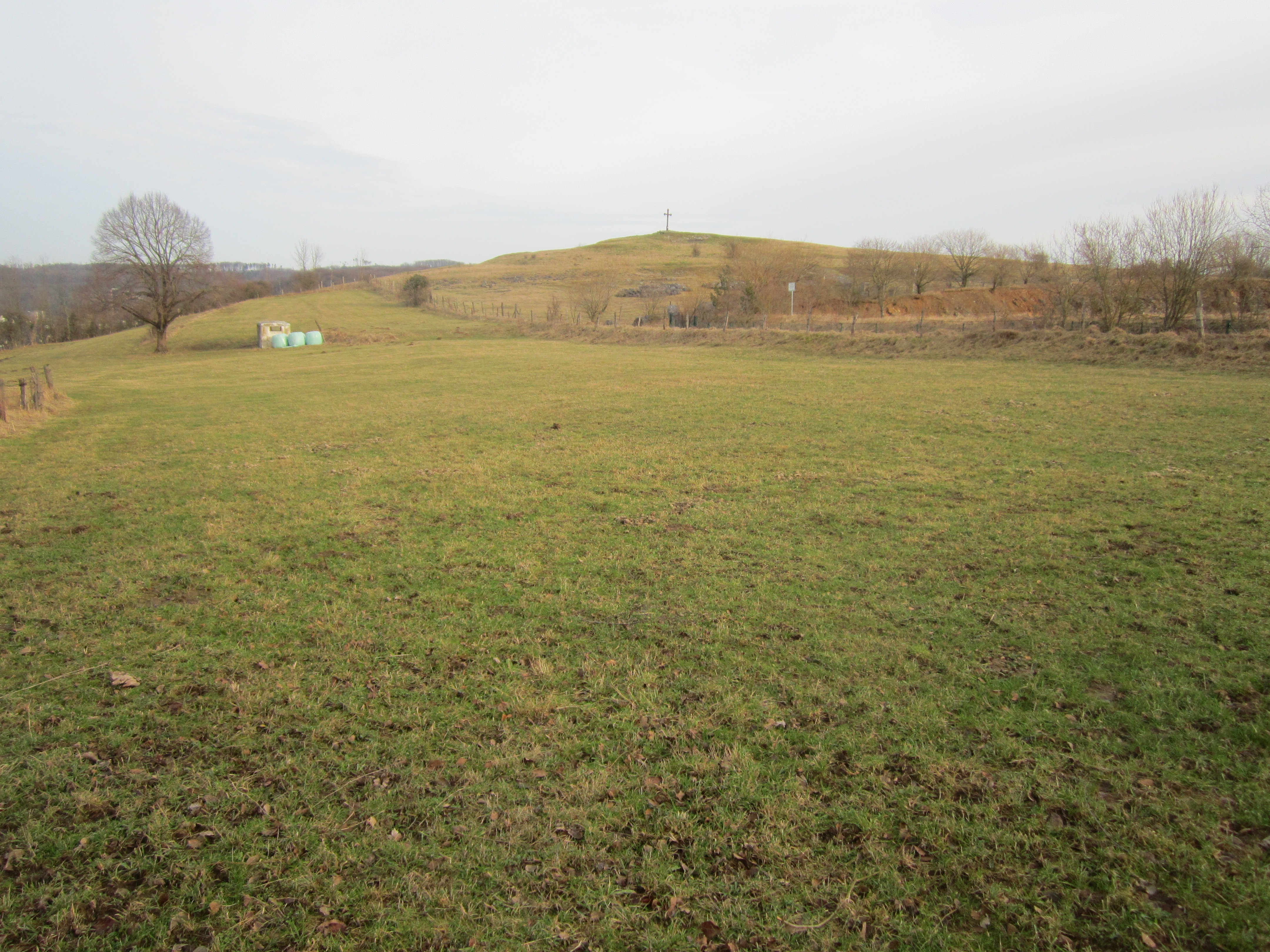
Naturschutzgebiet Piusberg von Südwesten

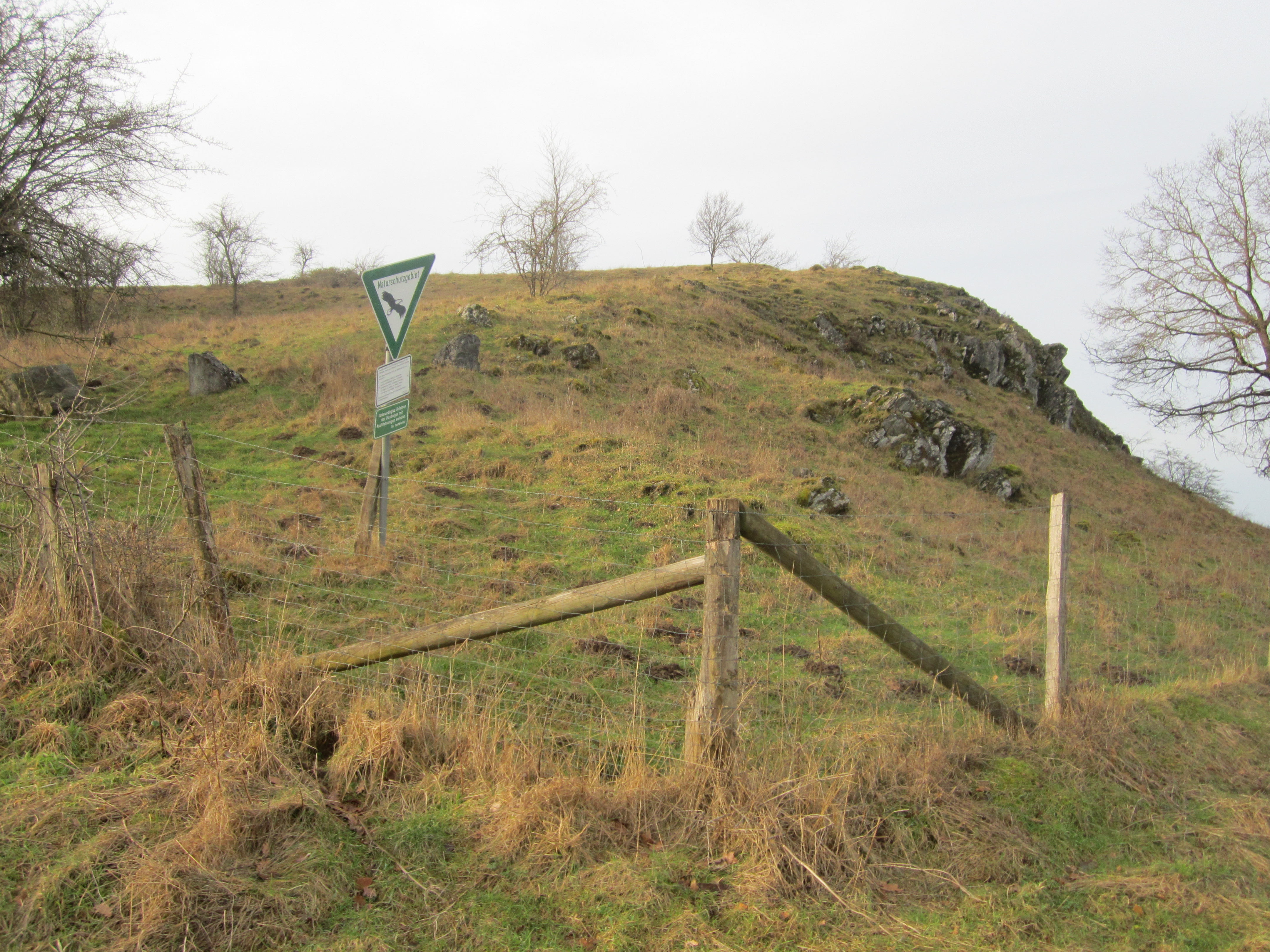
Piusberg von Nordosten

Das Naturschutzgebiet Piusberg ist ein 8,3 ha großes Naturschutzgebiet (NSG) südöstlich von Warstein im Kreis Soest in Nordrhein-Westfalen. Das Gebiet wurde 2000 von der Bezirksregierung Arnsberg per Verordnung als NSG ausgewiesen. Im Nordwesten grenzt direkt die Bebauung von Warstein an. Im Süden liegt direkt der Kalksteinbruch Hillenberg an der NSG-Grenze. Ansonsten grenzt das NSG an Grünland.

## Gebietsbeschreibung
Bei dem NSG handelt es sich um einen steilen Felskomplex aus Kalkstein, der nach Norden hin fast senkrecht abfällt. Nach Süden ist der Neigungswinkel flacher, hier findet sich artenreiche Magerwiese auf flachgründigem Rendzina-Boden. Das Gebiet fällt nach Osten hin leicht ab, die steile Nordkante des Piusberges ist mit Weißdorn-Gebüsch bestanden. Einzelbüsche und Heckenstrukturen unterteilen die Magerwiesen mit Arten der Roten Liste Pflanzenarten. Der Biotopkomplex ist ein wertvolles Biotop für wärmeliebender Arten. In der Vogelwelt sind  Hecken- und Gebüschbrüter vorhanden.
Bei Ausweisung waren im NSG vegetationskundlich wertvolle und artenreiche Magerwiesen vorhanden.

## Pflanzenarten im NSG
Auswahl vom Landesamt für Natur, Umwelt und Verbraucherschutz Nordrhein-Westfalen dokumentierter Pflanzenarten im Gebiet: Acker-Witwenblume, Acker-Winde, Blutwurz, Braunstieliger Streifenfarn, Breitblättriger Thymian, Echte Betonie, Echtes Labkraut, Gewöhnliche Kreuzblume,  Huflattich, Nickendes Leimkraut, Scharfer Mauerpfeffer, Spitzlappiger Frauenmantel, Wiesen-Flockenblume, Wilde Möhre.

## Grund der Ausweisung
Das NSG wurde laut NSG-Verordnung insbesondere „zur Erhaltung, Entwicklung bzw. Wiederherstellung von Lebensgemeinschaften oder Biotopen bestimmter wildlebender Tier- und Pflanzenarten, insbesondere der Felsklippen mit ihren typischen Lebensgemeinschaften sowie der Pflanzengesellschaften der Kalk-Halbtrockenrasen, der wechselfeuchten Kalkmagerrasen und der Schlehen-Weissdorngebüsche“ ausgewiesen.

## Wert des NSG
Das Biotopkataster vom Landesamt für Natur, Umwelt und Verbraucherschutz Nordrhein-Westfalen führt zum NSG auf: „Wertbestimmend sind die Felsstandorte, die Hecken- und Gebüschstrukturen sowie die die artenreichen Magerwiesen. Der Biotopkomplex ist in seiner Gesamtheit hoch repräsentativ und daher schützenswert im Sinne der Schutzzielkonzeption für den Naturraum. Leichte Beeinträchtigungen sind durch Trittschäden zu erkennen. Vegetationskundlich wertvoll sind die artenreichen Magerwiesen. Das Gebiet ist ein wertvolles Trittsteinbiotop im Verbund der Feldgehölze und der Magerstandorte.“